# Johannes Kirchmann
Pour les articles homonymes, voir Kirchmann.
Johannes Kirchmann (18 janvier 1575 - 20 mars 1643) est un philologue allemand.

## Biographie
Né à Lubeck, il devient en 1603 professeur de poésie à l'université de Rostock, puis, à partir de 1613, recteur du lycée Sainte-Catherine de Lübeck. Il est parmi les membres fondateurs de la bibliothèque municipale de Lubeck, créée en 1616 par la réunion des ouvrages détenus par l'hôtel de ville, les écoles de grammaire et les églises.
Il est le père du juriste Johann Kirchmann (1615-1687), qui devint maire de Schleswig.

## Œuvres
Il a publié, entre autres ouvrages : 
- de Funeribus Romanorum, Hambourg, 1605. Cet ouvrage, qui fut plusieurs fois réimprimé, s'intéresse aux coutumes funéraires de la Rome antique ;
- de Annulis liber singularis, Lubeck, 1623, traité sur l'usage des anneaux ;
- Rudimenta rhetorica, 1652, traité posthume sur la rhétorique ;
- Rudimenta logicae Peripateticae, 1669, traité posthume sur la logique.